# Кадіс (Огайо)
Кадіс (англ. Cadiz) — селище (англ. village) в США, в окрузі Гаррісон штату Огайо. Населення — 3051 особа (2020).

## Географія
Кадіс розташований за координатами 40°15′26″ пн. ш. 80°59′31″ зх. д. / 40.25722° пн. ш. 80.99194° зх. д. (40.257098, -80.991937).  За даними Бюро перепису населення США в 2010 році селище мало площу 23,16 км², з яких 22,73 км² — суходіл та 0,42 км² — водойми.

## Демографія
Згідно з переписом 2010 року, у селищі мешкали 3353 особи в 1415 домогосподарствах у складі 920 родин. Густота населення становила 145 осіб/км².  Було 1590 помешкань (69/км²).
Расовий склад населення:
| - 87,4 % — білих - 8,4 % — чорних або афроамериканців - 0,3 % — азіатів |

До двох чи більше рас належало 3,5 %. Частка іспаномовних становила 0,8 % від усіх жителів.
За віковим діапазоном населення розподілялося таким чином: 22,5 % — особи молодші 18 років, 59,2 % — особи у віці 18—64 років, 18,3 % — особи у віці 65 років та старші. Медіана віку мешканця становила 42,3 року. На 100 осіб жіночої статі у селищі припадало 89,3 чоловіків;  на 100 жінок у віці від 18 років та старших — 84,8 чоловіків також старших 18 років.
Середній дохід на одне домашнє господарство  становив 57 245 доларів США (медіана — 42 645), а середній дохід на одну сім'ю — 67 350 доларів (медіана — 72 523). За межею бідності перебувало 15,6 % осіб, у тому числі 23,8 % дітей у віці до 18 років та 7,6 % осіб у віці 65 років та старших.
Цивільне працевлаштоване населення становило 1424 особи. Основні галузі зайнятості: освіта, охорона здоров'я та соціальна допомога — 29,1 %, сільське господарство, лісництво, риболовля — 12,1 %, роздрібна торгівля — 10,8 %, будівництво — 9,8 %.

## Відомі люди
- Кларк Гейбл (1901 —  1960) — голлівудський актор.